# ミラーボーラー
MirrorBowler（ミラーボーラー）は2000年に活動を開始した数百個のミラーボールを使って「宇宙と和式美」をテーマに光と反射の空間作品を創りだすアート集団。 
ミラーボーラーズ株式会社により展開する。
グラフィックデザイナー、写真家、照明技師、美術講師、植物師、鍛治職人など様々なジャンルのメンバーからなる。
2000年から活動を始め、2003年夏に世界的ロックフェスFUJI ROCK FESTIVALに会場装飾として参加、数百個のミラーボールで森の中に壮大な光の幻想空間を演出、大きな反響を得る。